# Dendrochilum abbreviatum
Dendrochilum abbreviatum är en orkidéart som beskrevs av Carl Ludwig von Blume. Dendrochilum abbreviatum ingår i släktet Dendrochilum och familjen orkidéer.
Artens utbredningsområde är Java.

## Underarter
Arten delas in i följande underarter:
- D. a. abbreviatum
- D. a. remiforme